# Тихон (Жиляков)
Епи́скоп Ти́хон (в миру Никола́й Ви́кторович Жиляко́в, укр. Микола Вікторович Жиляков; 9 июля 1968, Коммунарск, Луганская область, УССР — 18 февраля 2011, Киев, Украина) — епископ Украинской православной церкви Московского Патриархата, епископ Кременчугский и Лубенский.

## Биография
Родился 9 июля 1968 года в городе Коммунарске Луганской области в семье служащих.
В 1985 году окончил школу № 9 г. Коммунарска, а в 1990 году — Коммунарский горно-металлургический институт. В 1990 — 1992 годах. обучался в аспирантуре КГМИ.

## Церковное служение
С 1992 года нёс послушание пономаря в Свято-Николаевском храме г. Алчевск. В том же году был рукоположён во диакона.
13 мая 1993 года был пострижен в монашество с именем Тихон в честь святителя Тихона, Патриарха Московского. 22 мая 1993 года рукоположён во иеромонаха.
В 1998 году окончил Киевскую духовную семинарию и до 2006 года нёс священническое служение в храмах г. Алчевска.
С 2006 года назначен в клир храма в честь Почаевской иконы Божией Матери города Рубежное Луганской области.
С 2008 года являлся сотрудником Отдела религиозного образования и катехизации Северодонецкой епархии.
11 января 2009 года возведен в сан архимандрита.

## Епископское служение
24 ноября 2009 года решением Священного Синода Украинской Православной Церкви (журнал № 72) был избран епископом Кременчугским и Лубенским.
29 ноября 2009 года за Божественной литургией в Трапезном храме Киево-Печерской лавры состоялась хиротония архимандрита Тихона, которую совершили: Блаженнейший митрополит Киевский и всея Украины Владимир, митрополит Луганский и Алчевский Иоанникий; архиепископы: Белогородский Николай и Бориспольский Антоний; епископы Северодонецкий и Старобельский Агапит, Нежинский и Прилукский Ириней, Макаровский Иларий, Яготинский Серафим, Переяслав-Хмельницкий Александр, Васильковский Пантелеимон, Ровеньковский Владимир.
Скончался 18 февраля 2011 года во время рабочей командировки в Киев. Отпевание совершено архиепископом Криворожским и Никопольским Ефремом, епископами Сумским и Ахтырским Евлогием и Новомосковским Евлогием, викарием Днепропетровской епархии 20 февраля в Свято-Успенском кафедральном соборе Кременчуга. Новопреставленный был погребён за алтарём Успенского собора.